# 土屋大輔
土屋 大輔（つちや だいすけ、1972年12月27日 - ）は、日本の俳優。俳優の土屋圭輔は双子の弟にあたる。
千葉県出身。関東学院大学工学部工業化学科卒業。身長183cm、血液型はO型。特技はスキー、スカッシュ。

## 来歴・人物
1992年、第5回ジュノン・スーパーボーイ・コンテストの準グランプリでデビューし、現役の大学生モデルとして活動していた。
1993年に弟が出演していた『五星戦隊ダイレンジャー』にて、弟の役と瓜二つのニセモノ役でゲスト出演した。以後、3年連続で兄弟一緒に特撮作品に出演した。同作品に出演した和田圭市は、『ダイレンジャー』以前に大輔とコンテストで出会っており、『ダイレンジャー』開始時に圭輔を大輔と間違えて挨拶したという。
1995年の『重甲ビーファイター』では、甲斐拓也 / ブルービート役で主演を務める。のちに弟の圭輔は拓也のクローンであるシャドー / ブラックビート役を演じる（第43話から）。1990年代後半からは舞台俳優としても活動しており、様々な作品で主演を務めた。
弟の圭輔が引退（後に『轟轟戦隊ボウケンジャー』で復帰）した後も俳優業を続け、一時期引退するもすぐに復帰。近年は代々木アニメーション学院で演技指導の講師を務めたり、映像関係の職に就いており、宍戸マサルの楽曲のPVを手がけたりしている。
現在、MAKAIプロジェクトの魔界に高山右近役でレギュラー出演中である。

## 出演
※太文字はメインキャラクター。

### テレビ
- スーパー戦隊シリーズ
  - 五星戦隊ダイレンジャー 第25話（1993年、テレビ朝日）ニセ知 役[注釈 1]
  - 忍者戦隊カクレンジャー（1994年、テレビ朝日）次郎 役
- メタルヒーローシリーズ
  - 重甲ビーファイター（1995年、テレビ朝日）主演・甲斐拓也 / ブルービート 役
  - ビーファイターカブト（1996年、テレビ朝日）甲斐拓也 / ブルービート 役
- 月曜ドラマスペシャル「火の国阿蘇幽女伝説殺人事件」（1998年、TBS）松崎誠次郎 役
- バースデイ〜こちら椿産婦人科〜（1999年、テレビ東京）上島延義 役
- ボイスラッガー 第7話（1999年、テレビ東京）特捜隊員 役
- 燃えろ!!ロボコン 第31話（1999年、テレビ朝日）島崎刑事 役
- 火曜サスペンス劇場「監察医・室生亜季子」 第27話（2000年、日本テレビ）
- おれ・ぼく・あたし（2001年、WOWOW Zap Entertainment!）城之内 役
- 温かなお皿（2001年、フジテレビ）※ゲスト出演
- 仮面ライダーアギト 第40話（2001年、テレビ朝日）刑事 役
- 女と愛とミステリー「渡哲也サスペンス「絆」」（2002年、テレビ東京）加納医師 役
- 月曜ミステリー劇場「仙台松島湯けむりツアー殺人事件」（2002年、TBS）本並重人 役
- ママまっしぐら!2（2002年、TBS）パティシエ 役
- 剣龍記（2003年、関西テレビ）準主役・不知火 役
- 土曜ワイド劇場「事件記者冴子の殺人スクープ4 ナース白衣を着せられて殺された3人の女!」（2003年、テレビ朝日）樽谷宏 役
- サムライプロジェクト「ソードブル」（2004年、関西テレビ）斑目 役
- 激漫ティービー「女蠍野球団〜愛しの甲子園」（2005年、テレビ東京）
- 情報プレゼンター とくダネ! （2013年2月25日、フジテレビ）
- ゼロからはじめるデジタル講座 ネットでコミュニケーション（2014年、NHK Eテレ）

### 配信ドラマ
- 忍者戦隊カクレンジャー 第三部・中年奮闘編（2024年8月4日、東映特撮ファンクラブ） - 三郎 役

### 舞台
1998年
- TKプロジェクト「レーヴ」

1999年
- 東京オールウエスト「ホームラン」
- 劇団T・Hカンパニー「ラストダンス」
- 劇団T・Hカンパニー「ドラッグ」

2000年
- 自作自演 一人芝居「マラソンマンSP」（主演）
- 劇団T・Hカンパニー「貸席の女郎」 （主演）
- ラフカット2000「万国旗はためく下に」

2001年
- ボレロ21「戦場のボレロ」
- 大久保企画 ミュージカル「ラ・ラ・ラ・ワンダフル」（準主演）
- アジアの風21「ドラマティックコラボレーション天空」（主演）
- キャプテンチンパンジー「サンタクロースの弟子」（主演）

2002年
- チフリン・チマヴィ歌劇団「ナルシス…」
- Yorozu音楽事業団「PIT INNミュージックライヴ」
- 東京オールウエスト「メロスゲーム」
- チフリン・チマヴィ歌劇団「トランシルヴァニア」（主演）
- 大海の蛙「雪月花」

2003年
- チフリン・チマヴィ歌劇団「ファウスト」
- キャプテンチンパンジー「FIRE BIRD」（主演）
- チフリン・チマヴィ歌劇団「コンドルは飛んで行く、の？」（主演）

2004年
- キャプテンチンパンジー「VOYAGER　ボイジャー」（主演）
- “激富★熱視線”『JIN降臨　free and pain』（主演）

2005年
- アジアの風21「天空2」

2014年
- ダウンライトの真贋（日替わりゲスト）

2016年
- 座◎葉隠 幻法大阪城〜怨霊たちの鎮魂歌〜（柳生但馬守宗矩 役）
- 第29回 魔界〜魔界が来たりて謀略せしむ〜（高山右近 役）

2017年
- 第32回 魔界錬闘会〜雪陣の巻〜（高山右近 役）
- 第33回 髭切丸、風を斬る（高山右近 役）
- 第34回 魔界～三軍激突して六道嗤う～（高山右近 役）
- 第35回 魔界～大三島の別れ～（高山右近 役）
- 第36回 魔界～能島の雨に英雄散る～（高山右近 役）
- 第37回 魔界～武を継ぐ者～（高山右近 役）
- 第38回 魔界～BLACK MAGIC ORCHESTRA～（高山右近 役）
- 第39回 魔界～星と海の反撃～（高山右近 役）
- 第40回 魔界～召喚と再生デッドオアアライブ～（高山右近 役）
- 第41回 魔界～剣と闇の行方ソードアンドダークネス～（高山右近 役）
- 第42回 魔界～慟哭クライング～（高山右近 役）

2018年
- 第43回 魔界～魂はかく儚くオーディナリーソウル～（高山右近 役）
- 第44回 魔界～復活と野望リバイバルアンドビジョン～（高山右近 役）
- 第45回 魔界～罪イズイットクライム～（高山右近 役）
- 第46回 魔界～冥界進撃ヘルズライジング～（高山右近 役）
- 第47回 魔界～泰山鳴動サンダーランブリング～（高山右近 役）
- 第48回 魔界～愛の旅ジャーニーオブラブ～（高山右近 役）
- 第49回 魔界～鬼哭クライオブデーモンズ～（高山右近 役）
- 第51回 魔界～夢幻ドリームウォリアーズ～（高山右近 役）
- 第52回 魔界～聲ヴォイシーズ～（高山右近 役）

2019年
- 第55回 魔界～贖罪Penance～（高山右近 役）
- 第56回 魔界～免罪Pardon～（高山右近 役）
- 第57回 魔界～原罪Original Sin～（高山右近 役）
- 第58回 魔界～貪欲Greed～（高山右近 役）
- 第59回 魔界～誇りPride～（高山右近 役）
- 第60回 魔界～嫉妬Envy～（高山右近 役）
- 第61回 魔界～怒りWrath～（高山右近 役）
- 第62回 魔界～怠惰Sloth～（高山右近 役）
- 第63回 魔界～貪食Gluttony～（高山右近 役）
- 第64回 魔界～色欲Lust～（高山右近 役）
- 第65回 魔界～悲嘆Grief～（高山右近 役）
- 第66回 魔界～闇Darkness～（高山右近 役）

2020年
- 第67回 魔界～紫の炎Burn～（高山右近 役）

### 映画・Vシネマ
- 重甲ビーファイター（1995年）甲斐拓也 / ブルービート 役
- ビーロボカブタック クリスマス大決戦!!（1997年）通行人（特別出演）、ブルービート、甲斐拓也（予告編のみ） 役
- シベリア超特急2（2000年）
- Episode-3 叛逆者の狂詩曲＜ラプソディー＞（2003年）倉田修 役
- 奇説 魔界転生（2003年）主演・石川五右衛門 役
- 短編映画『うつせみ』（2003年）主演・岡部 役
- 新くノ一忍法伝　禁断の恋鎖（2003年）準主演・豹馬 役

### ナレーション
- 万城食品 ごま醤油 海鮮丼のたれ
- 出現！妖怪ウォッチランド〜ウィスパーからの挑戦状〜
- 怪人開発部の黒井津さん 第8話（2022年）[4]

### インターネット
- QUIZ DEAD OR ALIVE（ニコニコチャンネル「QUIZ JAPAN TV」） - 支配人

### ディレクター
2015年
- Eテレ 趣味どきっ！ チーム芹澤に学ぶゴルフ 90切りへの近道

2016年
- TX NEC presents『Crossroad（クロスロード）』 夏！美味を創り出す達人SP

2018年
- MONDO TV ザ・純烈ショー！ ※ナレーションも兼任
- KFB福島放送　決戦！戊辰deクイズ2018

2019年
- 旅チャンネル 一生に一度は浸かりたい 世界湯めぐりの旅 ※ナレーションも兼任
- MONDO TV ザ・純烈ショー！2 ※ナレーションも兼任

2020年
- 旅チャンネル 一生に一度は浸かりたい 世界湯めぐりの旅 ※ナレーションも兼任
- MONDO TV ザ・純烈ショー！3 ※ナレーションも兼任

2021年
- KBS京都　「全国高校生伝統文化フェスティバル」
- BSテレビ東京「経済航海図　マゼランの羅針盤　～最新デジタルがつくる感動体験！～」

### 玩具
- 重甲ビーファイター ビーコマンダー COMPLETE EDITION（2022年6月）
- 重甲ビーファイター インプットマグナム COMPLETE EDITION（2022年11月）
- 重甲ビーファイター ブラックコマンダー&ジャミングマグナム 30th ANNIVERSARY EDITION（2025年12月）